# 2 Karo Tuszyńskiego
2♦️️ Tuszyńskiego – brydżowa konwencja licytacyjna opracowana przez polskiego brydżystę Piotra Tuszyńskiego. Istotą konwencji jest sztuczny relay 2♦️️ w sekwencji 1♣️-1S-2♣️-2♦️️ – w tych sekwencjach ostatnia odzywka jest forsująca i pyta otwierającego o sprecyzowanie układu i siły (analogicznie jak Magister w sekwencjach 1m/♥️️-1S-1BA-2♣️).
Odpowiedzi otwierającego są następujące („+” oznacza nadwyżkę, „-” – brak nadwyżki):
1. 1♣️   —     1♥️️
2. 2♣️   —     2♦️️
3. 2♥️️ – 2-3 kiery (-).
4. 2♠️ – Nadwyżka, nie precyzuje układu.
5. 2BA – 4♦️️-5♣️ singleton kier, (-).
6. 3♣️ – 6+ trefli, (-).
7. 3♦️️ – 6+ trefli, 3 kiery, singleton pik, (-).
8. 3♥️️ – 6+ trefli, 3 kiery, singleton karo (-).

oraz:
1. 1♣️   —     1♠️
2. 2♣️   —     2♦️️
3. 2♥️️ – Nadwyżka lub 4 kiery w pełnym przedziale siły.
4. 2♠️ – 2-3 piki, (-).
5. 2BA – 5 trefli, 4 kara, singleton pik, (-).
6. 3♣️ – 6+ trefli, singleton pik (-).
7. 3♦️️ – 3 piki, singleton kier, 6+ trefli lub 5 trefli i 4 kara.
8. 3♥️️ – 3 piki i 4 kiery.
9. 3♠️ – 6+ trefli, 3 piki, singleton karo.

W dalszej licytacji z pozycji odpowiadającego, nie forsuje tylko 3♣️ (ale z trzema kierami otwierający ma obowiązek zgłoszenia 3♥️️), inne odzywki odpowiadającego forsują do końcówki.